# 櫻井陽菜
櫻井 陽菜（さくらい ひな、2000年9月17日 - ）は、日本の女性声優。石川県金沢市出身。アンシェリ所属。

## 来歴
プロ・フィット声優養成所卒、2024年4月3日よりリンク・プランに所属。
2024年4月13日、「蓮ノ空女学院スクールアイドルクラブ」公式Xにて、百生吟子役として抜擢されたことが発表された。
2025年4月1日、リンク・プランの声優マネジメントの終了及び同事業がアンシェリに引き継がれたことに伴い所属事務所名が変更された。

## 人物
同じ事務所に所属している高尾奏音とは、養成所時代からの仲であり、同期でもある。
小学校の6年間はキッズダンスを習い、中学1年生から高校3年生までの6年間を「金沢ティーンズミュージカルカンパニー」にて活動していた。
趣味は歌うこと、アイドル鑑賞、読書、ひとり旅、散歩、喫茶店巡り。
特技はダンス、反復横跳び、ジェスチャークイズを当てること。
保有資格は珠算検定1級、暗算検定2級、コーヒーソムリエ。
『ラブライブ!シリーズ』は友達に勧められた事や上述の通り元々アイドルが好きな事もあり、新シリーズまで一気見し、特にGuilty Kissの楽曲やパフォーマンスが好きと語っている。

## 出演
太字はメインキャラクター。

### テレビアニメ
2021年
- マギアレコード 魔法少女まどか☆マギカ外伝 2nd SEASON -覚醒前夜-（黒羽根B）

2022年
- 終末のハーレム（土井マユ）
- このヒーラー、めんどくさい（ゴブ吉）

2023年
- BanG Dream! シリーズ（2023年 - 2025年、生徒B、客C、客A〈居酒屋〉） - 2シリーズ

2024年
- ワンルーム、日当たり普通、天使つき。（従業員女性A）

2025年
- 全修。（女性制作進行）
- 君のことが大大大大大好きな100人の彼女（女子生徒B）

### ゲーム
- マナシスリフレイン（2021年、トリックの精霊）
- Link!Like!ラブライブ!（2024年 - 2025年、百生吟子[9]）
- ゴーヘルゴー つきおとしてこ（2024年、GOzz[10]）

### Webラジオ
- かのんとひなの成長日記（2024年 - 、HiBiKi Radio Station）[11]

### シリーズ一覧
1. ↑  『It's MyGO!!!!!』（2023年）、『Ave Mujica』（2025年）